# Liugong
LiuGong, offiziell Guangxi LiuGong Machinery Co., Ltd., ist ein chinesisches multinationales Baumaschinenunternehmen mit Sitz in Liuzhou, China. Es ist der weltweit zehntgrößte Baumaschinenhersteller nach Marktanteil und der weltweit größte Hersteller von Radladern.
LiuGong wurde 1958 in Liuzhou gegründet. Zu den Produkten gehören Radlader, Planierraupen, Kompaktlader, Gabelstapler, Motorgrader, Bagger, Bagger mit großer Reichweite, Walzen, LKW- und Raupenkrane, Fertiger, Minibagger, Bohrmaschinen, Muldenkipper, Betonausrüstung und Kälteplaner. Die Aktie des Unternehmens ist an der Shenzhen Stock Exchange notiert.

## Geschichte
LiuGong fertigte 1966 den ersten modernisierten Radlader Chinas und 1976 die ersten knickgelenkten und überdimensionalen Radlader. Im Jahr 1993 wurde sie zum ersten börsennotierten Baumaschinenhersteller Chinas. Um die Vorteile westlicher Technologien zu nutzen, ging sie 1995 ein Joint Venture mit dem deutschen Getriebehersteller ZF ein, eine Partnerschaft, die bis heute besteht. Im Jahr 2000 erwarb LiuGong die Jiangyin Roller Company und erweiterte bald darauf sein Produktangebot weiter auf insgesamt 12 verschiedene Produktlinien.  Diese Linien umfassen eine komplette Palette von Baumaschinen und Spezialmaschinen wie Flurförderzeuge und mobilisierte Kräne. Heute bietet LiuGong 14 verschiedene Produktlinien an.
Im Februar 2012 erwarb LiuGong den Baumaschinenbereich Huta Stalowa Wola und die Dressta Co, Ltd. in Stalowa Wola, Polen.

## Betrieb
LiuGong beschäftigt nach eigenen Angaben weltweit über 17.000 Mitarbeiter und verfügt über 24 Produktionsstätten sowie rund 2.650 Verkaufsstellen und 380 Händler. Zur Unterstützung des Händlernetzes gibt es 10 regionale Niederlassungen mit Engineering-, Marketing- und Serviceunterstützung sowie 10 Ersatzteillager weltweit. Außerhalb von China hat LiuGong Tochtergesellschaften in Stalowa Wola und Warschau, Polen; Almere, Niederlande; Portsmouth, UK; Katy, USA; Queretaro, Mexiko; Catanduva, Brasilien; Singapur; Jakarta, Indonesien; Indore und Neu-Delhi, Indien; Moskau, Russland; Johannesburg, Südafrika; Dubai, Vereinigte Arabische Emirate; Hongkong.

## Joint Ventures

### Guangxi Cummins Industrial Power
Am 20. Oktober 2011 unterzeichneten LiuGong und Cummins Inc. eine Joint-Venture-Vereinbarung zum Bau einer neuen Produktionsstätte für Motoren der mittleren Leistungsklasse in Liuzhou, Provinz Guangxi, Südchina. Das Gemeinschaftsunternehmen mit dem Namen Guangxi Cummins Industrial Power Co. Ltd. sollte bis 2013 mit der Produktion von Motoren beginnen, die den Tier-2- und Tier-3-Emissionen entsprechen. Die Motoren werden vollständig in China lokalisiert sein. Sie haben einen neuen 9,3-Liter-Motor entwickelt, der in Kürze in Produktion gehen soll.

### Liuzhou ZF Machinery
Liuzhou ZF Machinery Co., Ltd. ist ein Gemeinschaftsunternehmen von LiuGong (49 %) und ZF Friedrichshafen (51 %), das Antriebsstrang und Teile von Antriebsstrang für Baumaschinen herstellt. Beide Aktionäre, die von der Volksregierung von Guangxi ratifiziert wurden, unterzeichneten am 12. Dezember 1995 in der Großen Halle des Volkes, Peking, den JV-Vertrag, und die Geschäftslizenz wurde im selben Jahr genehmigt.

### Beijing Capital Steel Heavy Duty Truck
LiuGong hält 42 % der Anteile an Beijing Capital Steel Steel Heavy Duty Truck Co. Ltd., die eine Tochtergesellschaft der Beijing Capital Steel Mining Co. Die Bedingungen für den Erwerb der Beteiligung wurden nicht bekannt gegeben.

## Produkte
LiuGongs Produkte umfassen Radlader, Planierraupen, Kompaktlader, Gabelstapler, Motorgrader, Bagger, Walzen, LKW- und Raupenkrane, Fertiger, Minibagger, Bohrmaschinen, Muldenkipper, Betonausrüstung und Kälteplaner.

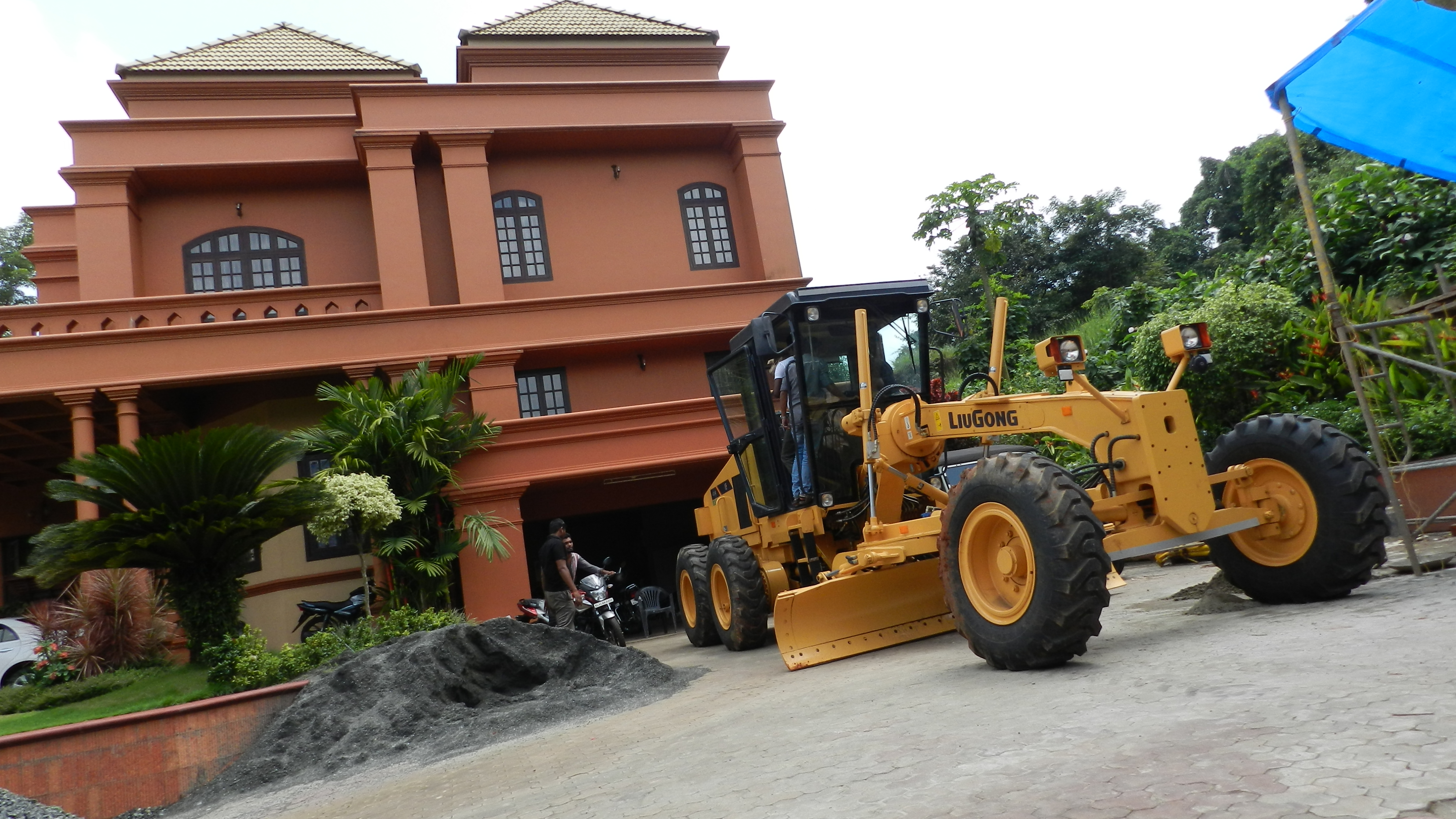
Ein LiuGong CLG414BSIII Grader im Einsatz in Kerala, Indien.
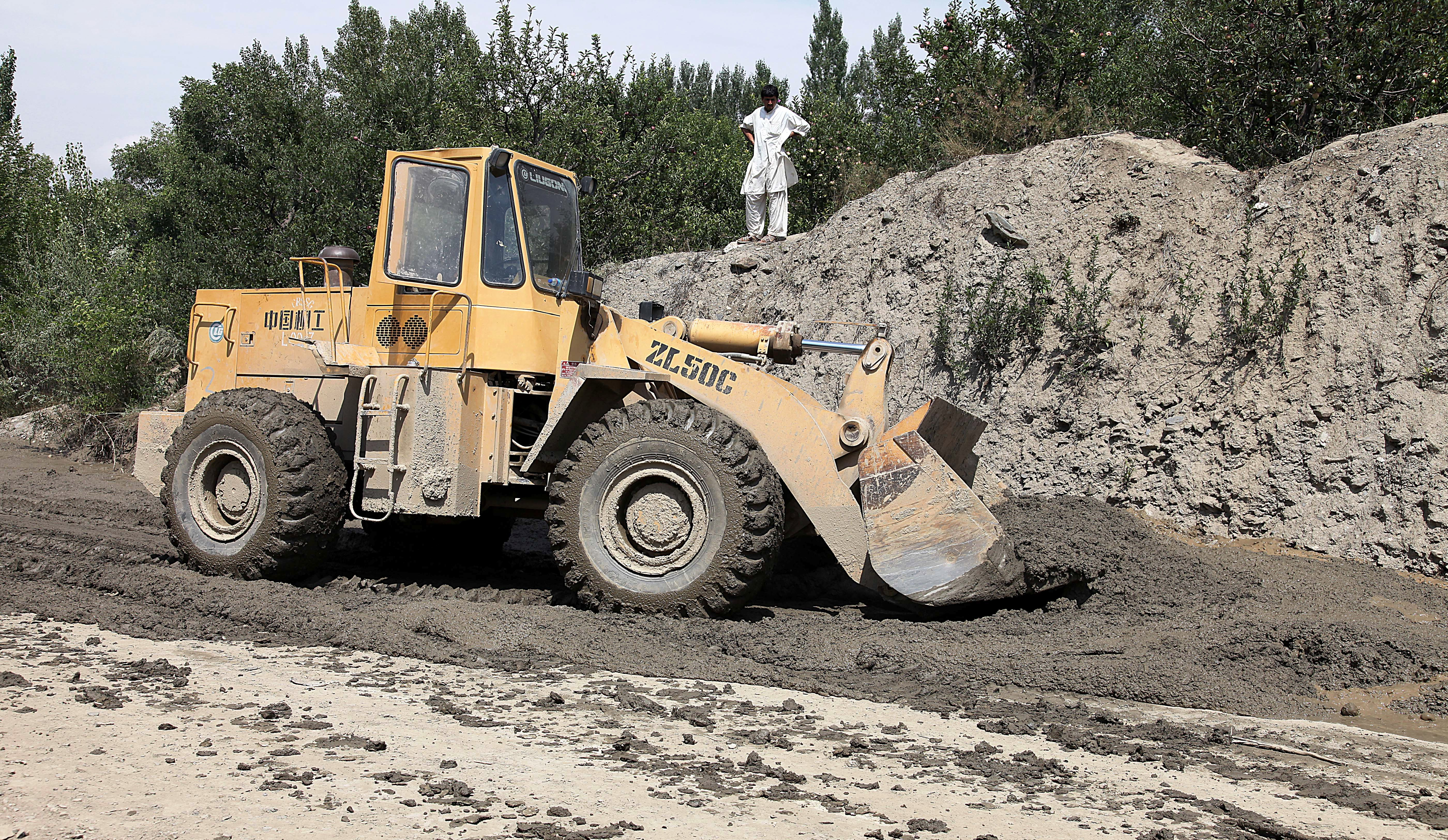
Ein Liugong Radlader ZL50C in der Provinz Wardak, Afghanistan.
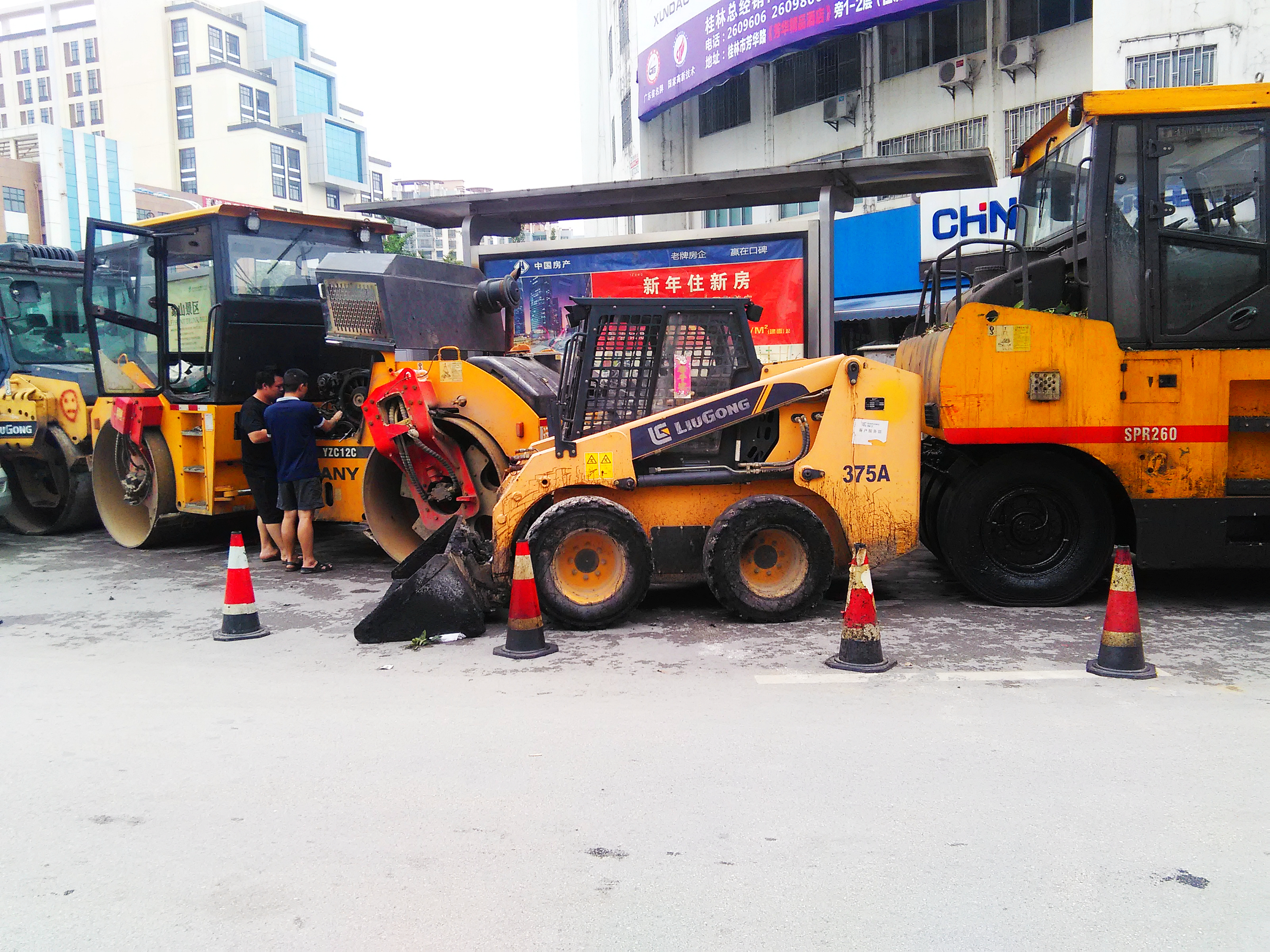
Ein Liugong 375A Kompaktlader in Guilin, China.
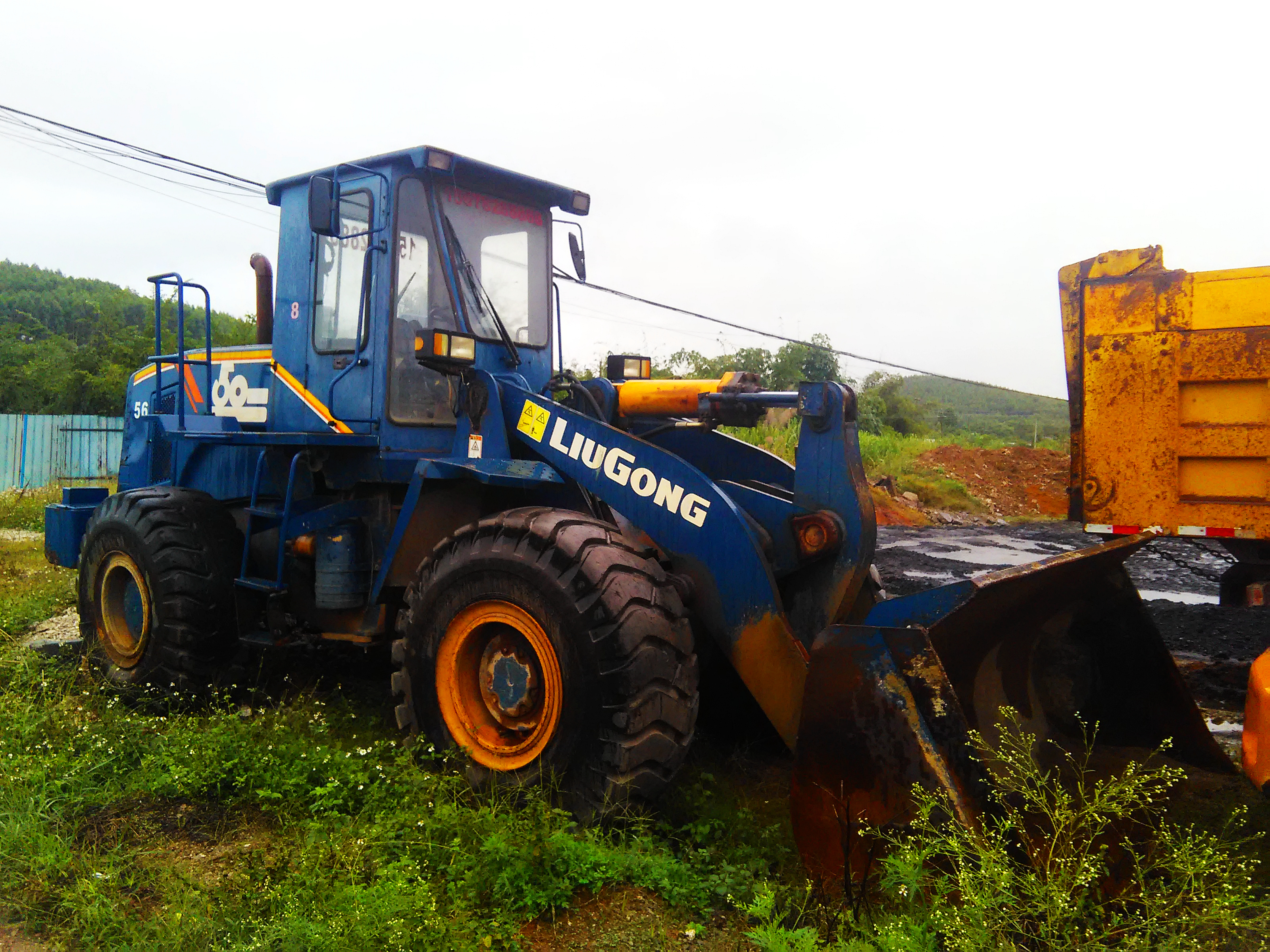
Ein Liugong Blue Radlader in Luorong Town, Liuzhou, China.
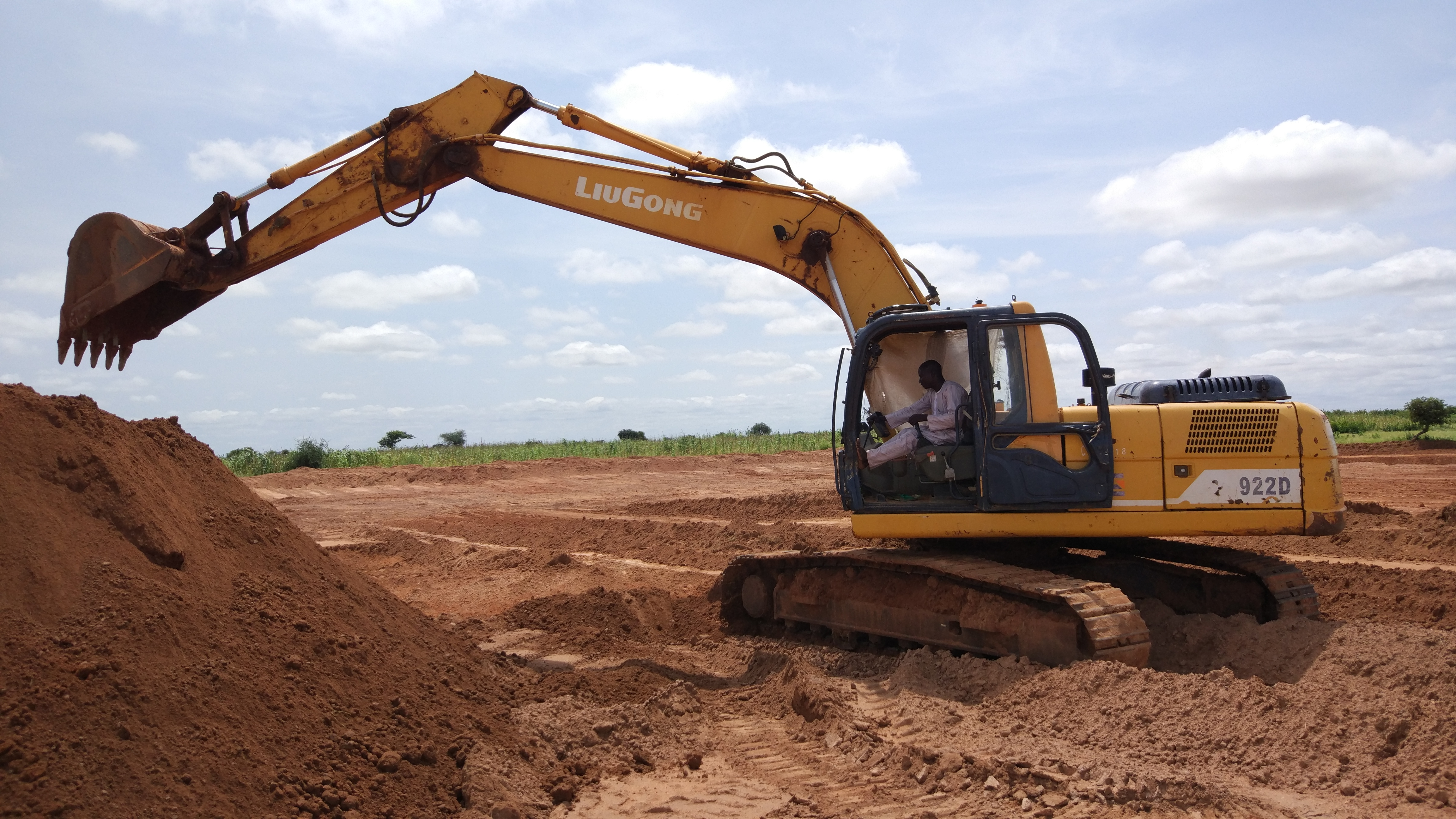
Ein LiuGong-Bagger in Nigeria.